# Princ i niščij (film 1942)
Princ i niščij (Принц и нищий) è un film del 1942 diretto da Ėrast Pavlovič Garin e Chesja Lokšina.